# Nigel Horton
Nigel Edgar Horton (Birmingham, 13 aprile 1948) è un ex giocatore e allenatore di rugby a 15 internazionale per l'Inghilterra, che rappresentò anche i British Lions in un tour.

## Biografia
Agente della polizia metropolitana di Birmingham, praticò a livello agonistico pallanuoto e rugby, entrambe discipline nelle quali rappresentò l'Inghilterra in ambito internazionale.
Esordì in nazionale di rugby a Dublino contro l'Irlanda nel Cinque Nazioni 1969 e attraversò il periodo più turbolento dell'attività sportiva interbritannica del dopoguerra, pesantemente influenzata dalla tensione in Irlanda del Nord tra paramilitari dell'IRA e le truppe del Regno Unito culminata nel Bloody Sunday a Londonderry nel 1972; nel Cinque Nazioni 1973, facendo seguito all'analogo rifiuto di molti rugbisti militari scozzesi e gallesi di giocare in Irlanda l'anno prima per motivi di sicurezza, a Horton fu raccomandato dal comando di polizia di non recarsi a Dublino; a posteriori Horton criticò l'operato della federazione inglese, a suo dire responsabile di avere messo i giocatori davanti al fatto compiuto di inviare la squadra a giocare in Irlanda senza considerare gli eventuali problemi degli appartenenti a polizia e forze armate.
Per tutto il resto della stagione né Horton né gli altri quattro giocatori dispensati dalla trasferta furono più chiamati in nazionale.
Nel 1977 fece parte della squadra dei British Lions che prese parte al tour in Nuova Zelanda, durante il quale disputò quattro incontri infrasettimanali (contro Wairarapa/Bush, Taranaki, Manawatu e Otago) senza presenze internazionali.
Al ritorno dalla spedizione lasciò la polizia e il Moseley, club di Birmingham in cui militava dal 1966, per trasferirsi a Tolosa, città in cui aprì un bar gestito insieme a sua moglie; lì rimase tre anni, poi fu convinto a rimanere in Francia da un amico inglese lì residente, e spostò l'attività a Saint-Claude, cittadina del Giura.
Nello stesso anno di trasferimento a Saint-Claude Horton aveva terminato la sua attività internazionale, culminata con il Grande Slam inglese del Cinque Nazioni 1980.
Nella sua nuova destinazione in Franca Contea Horton divenne capitano e allenatore della squadra, all'epoca in seconda divisione; nei dieci anni trascorsi in totale in Francia fu allenatore anche a Bourg-en-Bresse e a Rouen.
Tornato in Gran Bretagna, collaborò al settore tecnico del neonato Birmingham & Solihull RFC e, successivamente, prese parte come membro dello staff ai tour dei British Lions del 1997 in Sudafrica e del 2005 in Nuova Zelanda come specialista della macchina di allenamento degli avanti in mischia.
Lavora come istruttore di rugby indipendente, dedito all'insegnamento delle tecniche di mischia chiusa.